# Cornelia Dumler
Cornelia Dumler (Feuchtwangen, 22 gennaio 1981) è una pallavolista tedesca.
Gioca nel ruolo di schiacciatrice nel TSV Ansbach.

## Carriera
Cornelia Dumler comincia la sua carriera in alcune squadra minori come il TSV Ansbach e il VfL Nürnberg. Nel 1998 fa il suo esordio nel 1. Bundesliga con l'Olympia Berlino dove resta fino al 2001, quando passa al DJK Karbach. Nel 2002 ottiene la prima convocazione in nazionale.
Nel 2002 passa all'Unabhängiger Sportclub Münster, club con il quale resta per due stagioni vincendo uno scudetto e Coppa di Germania. Con la nazionale vince la medaglia di bronzo al campionato europeo 2003 e partecipa alle Olimpiadi di Atene, chiuse al nono posto.
Dopo un'annata nel Bayer 04 Leverkusen, nella stagione 2005-06 si trasferisce in Italia, nel Forlì, squadra di serie A1, dove resta anche per il campionato 2006-07. Nella due successive stagioni resta in Italia ma in serie A2 prima nella Pallavolo Ostiano e poi nell'Unione Sportiva Esperia. Nel 2008, dove aver partecipato al World Grand Prix, annuncia il suo ritiro dall'attività con la nazionale.
Nel 2009 ritorna in Germania nel TSV Ansbach.

## Palmarès

### Club
- Campionato tedesco: 1

2003-04
- Coppa di Germania: 1

2003-04

### Nazionale (competizioni minori)
- Trofeo Valle d'Aosta 2008

### Premi individuali
- 2005 - Top Teams Cup: Miglior servizio